# Peleteria lianghei
Peleteria lianghei là một loài ruồi trong họ Tachinidae.